# Quadrant (geometria plana)

Els quatre quadrants del sistema cartesià.

Els eixos d'un sistema cartesià bidimensional divideixen el pla en quatre regions infinites, anomenades quadrants, cadascun delimitat per dos semieixos.
Els quadrants sovint es numeren del primer al quart en nombres romans: I (on els signes de les dues coordenades són (+,+)), II (−,+), III (−,−), and IV (+,−). Quan els eixos es dibuixen segons la tradició matemàtica, la numeració és antihorària, començant pel quadrant superior dret ("nord-est").